# Blonde d'Aquitaine
La blonde d'Aquitaine è una razza bovina francese originaria dell'Aquitania.
Conosciute anche come garonnesi, le femmine possono arrivare ai 650 kg e i maschi a 750 kg. Non notevolmente alte al garrese, la loro colorazione è il bianco panna o il rossiccio, con varie tonalità. Se allevate con i giusti mangimi, hanno una carne di notevole qualità.